# L'Amour à couper le souffle
 L'Amour à couper le souffle (France) ou L'Étrangleur de Springfield (Québec) (Love Is A Many Strangled Thing) est le 17e épisode de la saison 22 de la série télévisée Les Simpson.

## Synopsis
Après avoir humilié Bart pendant un match de football devant tout le stade en le chatouillant jusqu'à ce qu'il mouille son pantalon, Homer est poussé par Marge à suivre des cours d'enrichissement paternel pour devenir un bon père. À cette occasion, le thérapeute tente de le guérir de sa manie d'étrangler Bart.